# پپ گواردیولا
جوزِپ گواردیولا سالا (به اسپانیایی: Josep Guardiola Sala) (تلفظ کاتالان: [ʒuˈzɛb ɡwəɾðiˈɔlə]) (زادهٔ ۱۸ ژانویه ۱۹۷۱) که با نام پپ گواردیولا نیز شناخته می‌شود، بازیکن پیشین و سرمربی کنونی فوتبال اهل اسپانیا است که هم اکنون هدایت باشگاه فوتبال منچستر سیتی در لیگ برتر فوتبال انگلستان را برعهده دارد. گواردیولا یکی از بهترین مربیان کنونی جهان و تاریخ فوتبال به‌شمار می‌رود که تاکنون رکوردهای بسیاری برجای گذاشته‌است.
گواردیولا پس از بازنشسته شدن از بازی حرفه‌ای به مربیگری در بارسلونا بی پرداخت و این تیم را در فصل ۲۰۰۸–۲۰۰۷ قهرمان لیگ دسته سه اسپانیا کرد. او در سال ۲۰۰۸ رسماً سرمربی باشگاه بارسلونا شد، سپس در اولین فصل تجربه مربیگری حرفه‌ای خود، این تیم را به رکورد قهرمانی در شش‌گانه لالیگا، لیگ قهرمانان اروپا ۲۰۰۹–۲۰۰۸، کوپا دل ری، سوپرجام اسپانیا، سوپرجام اروپا و جام باشگاه‌های جهان رساند و جوانترین سرمربی‌ای شد که تاکنون جام لیگ قهرمان اروپا را تصاحب کرده‌است. او بار دیگر در فصل ۲۰۱۱–۲۰۱۰ به قهرمانی در لالیگا و لیگ قهرمانان رسید و از سوی فیفا بالاتر از الکس فرگوسن و ژوزه مورینیو، مربی سال فوتبال جهان شد. او ۱۴ عنوان قهرمانی مختلف را با بارسلونا کسب کرد و در سال ۲۰۱۲ از این باشگاه جدا شد.
گواردیولا سپس مربیگری بایرن‌مونیخ را برعهده گرفت. در طول سه سال حضور او، بایرن مونیخ ۷ قهرمانی را رقم زد و همواره قهرمان بوندسلیگا بود اما در کسب لیگ قهرمانان اروپا ناکام ماند. او در سال ۲۰۱۶ بایرن مونیخ را برای هدایت تیم منچستر سیتی در لیگ جزیره انگلستان ترک کرد.
منچستر سیتی با هدایت او در فصل ۲۰۱۸–۲۰۱۷ بیش از ۱۰۰ امتیاز را کسب کرد و ضمن قهرمانی، رکورددار کسب امتیازات در تاریخ لیگ جزیره شد. گواردیولا که در این فصل رکوردهای زیادی را هم به‌دست آورده بود، مربی سال فوتبال انگلستان و برترین مربی لیگ جزیره شد. او در فصل بعد نیز ضمن قهرمانی در جام اتحادیه انگلستان، از عنوان قهرمانی لیگ جزیره دفاع کرده و قهرمانی جام حذفی انگلستان را هم به دست آورد، تا منچستر سیتی با هدایت او بتواند  سه‌گانه فوتبال انگلستان را کسب کند. گواردیولا در فصل ۲۰۲۳–۲۰۲۲ منچستر سیتی را به قهرمانی لیگ قهرمانان اروپا رساند.

## عملکرد باشگاهی
گواردیولا در تیم بارسلونا بی بازی حرفه‌ای را شروع کرد و سپس به بارسلونا پیوست. او در پست هافبک دفاعی به‌عنوان بازیکنی تکنیکی و سازنده به بازیسازی می‌پرداخت که در طول ده سال عضویت در این باشگاه، فصل‌های موفقیت‌آمیزی را تجربه کرد. او همچنین سابقه عضویت در باشگاه‌های آس رم، برشا و الاهلی قطر را دارد.

## عملکرد ملی
پپ در تیم ملی اسپانیا نیز ۴۷ بار به میدان رفت و جام جهانی ۱۹۹۴ و جام ملت‌های اروپا ۲۰۰۰ را پشت سر گذاشت.

## عملکرد مربیگری

### بارسلونا بی
گواردیولا در ۲۱ ژوئن سال ۲۰۰۷، به همراه تیتو ویلانوا به عنوان دستیار او، سرمربی تیم بی بارسلونا شد. تحت هدایت او، تیم صدرنشین لیگ دسته۳ فوتبال اسپانیا شد و به سگوندا دویژن یا لیگ دوم اسپانیا صعود کرد که نشان از پیشرفت تیم بود. گواردیولا در ۲۱ ژوئن ۲۰۰۷ از سوی خوان لاپورتا به مربی گری بارسا برگزیده شد.

### بارسلونا
دوران مربیگری وی با جدایی رونالدینیو، دکو، جیانلوکا زامبروتا، جیووانی، ادمیلسون، اوله گر و سانتیاگو از که رو و پیوستن دنی آلوز، سیدو کیتا، مارتین کاسرس و جرارد پیکه به بارسا همراه بود.
اولین حضور گواردیولا به عنوان مربی در تیم بارسلونا در سومین دور مقدماتی جام باشگاه‌های اروپا (۲۰۰۹–۲۰۰۸) برابر تیم ویسلا کراکوو لهستان بود که با چهار گل به سود بارسا خاتمه یافت.
گواردیولا در بارسلونا دورانی طلایی را رقم زد سه قهرمانی در چهار فصل لالیگا و دو قهرمانی و دو بار رسیدن به نیمه‌نهایی در چهار فصل لیگ قهرمانان اروپا از افتخارات پپ در بارسلونا بود. دو بار قهرمانی در سوپر کاپ اروپا و دو بار قهرمانی در جام باشگاه‌های جهان و همین‌طور ۱۰ برد در الکلاسیکوها که بهترینشان برد ۶–۲ و ۰–۵ بود. گواردیولا صاحب یک رکورد تاریخی برای خودش و بارسلون است که هیچ‌کس به این مهم دست نیافته، او در فصل ۲۰۰۹—۲۰۰۸ موفق شد با بارسلون در یک فصل تمامی جامهای ممکن را که به ۶ گانه معروف هستند تصاحب کند. گواردیولا در فصل ۲۰۱۱_۲۰۱۰ پنج‌گانه را کسب کرد، لوییس انریکه در فصل ۲۰۱۵—۲۰۱۴ موفق شد بارسا را به رکورد ۵ گانه پپ برساند.
پپ گواردیولا در نهایت پس از کسب چهارده جام قهرمانی در چهار سال بارسلونا را ترک کرد.

### بایرن مونیخ

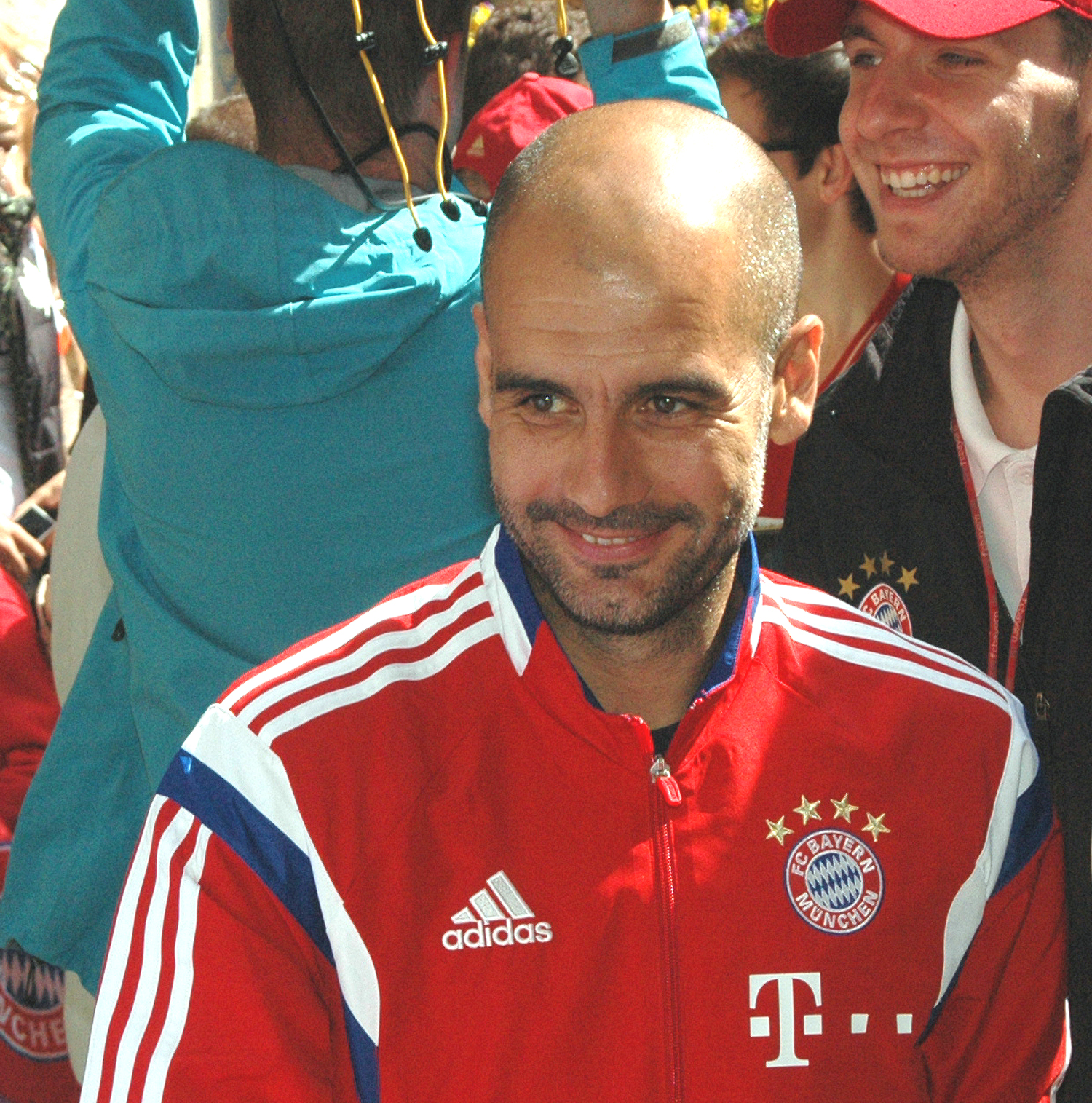

گواردیولا پس از جدایی از بارسلونا در ۱۶ ژانویه ۲۰۱۳ با قراردادی ۳ ساله به بایرن مونیخ پیوست. وی از ژوئیه ۲۰۱۳ کار خود در بایرن مونیخ آغاز کرد.
او در ابتدای کارش در بایرن مونیخ قهرمان سوپر کاپ اروپا و جام باشگاه‌های جهان شد.
در فصل ۲۰۱۳_۲۰۱۴ و در اولین حضور او در بایرن مونیخ همگی از او انتظار افتخارات فصل پیش را داشتند و پپ نیز پس از یکسال دوری از فوتبال با انگیزه بازگشته بود. یوپ هاینکس در فصل ۲۰۱۲_۲۰۱۳ قهرمانی بوندسلیگا، جام حذفی آلمان و لیگ قهرمانان اروپا را به‌دست آورده بود به همین دلیل در ابتدای فصل پپ باید برای سوپرجام اروپا، سوپر جام فوتبال آلمان و جام باشگاه‌های جهان تلاش می‌کرد.
پیروزی بر چلسی در ضربات پنالتی قهرمانی این تیم را در سوپرکاپ اروپا به ارمغان آورد تا پپ بتواند شاهکار یوپ هاینکس در اروپا را با این جام و پس از آن با جام باشگاه‌های جهان تکمیل کند. اما باخت به بورسیا دورتموند در سوپر جام فوتبال آلمان اولین ناکامی پپ را به‌وجود آورد. او در ادامهٔ این فصل ۷ هفته پیش از پایان بوندسلیگا خود را مسجل کرد و با پیروزی بر بورسیا دورتموند در جام حذفی، دو گانهٔ داخلی را به بایرن مونیخ هدیه کرد. کاری که یوپ هاینکس در فصل پیش انجام داد و پپ این کار را تکرار کرد تا سلطهٔ بایرن مونیخ با دو بار قهرمانی در هر دو جام داخلی به نمایش در بیاید. اما پپ در لیگ قهرمانان اروپا ناکام شد. باخت ۵_۰ به رئال مادرید در نیمه نهایی لیگ قهرمانان اروپا، کاری کرد تا سه گانهٔ یوپ هاینکس تکرار نشود و پپ با همین دو جام ممکن فصل ۲۰۱۳_۲۰۱۴ را به پایان برساند.
البته دو جام سوپرکاپ اروپا و جام باشگاه‌های جهان جز افتخارات پپ حساب می‌شود اما این دو جام مربوط به فصل ۲۰۱۲_۲۰۱۳ بوده و بنیان‌گذار آن یوپ هاینکس بوده‌است.
آنها در سوپر جام فوتبال آلمان ۲۰۱۴ هم مقابل بورسیا دورتموند شکست خوردند تا بایرن مونیخ و پپ در سال ۲۰۱۴ از ۶ جام ممکن تنها ۲ جام را به‌دست بیاورد در حالی که در سال ۲۰۱۳ از ۶ جام ۵ جام به‌دست آمد که ۳ تای آن کار یوپ هاینکس و ۲ تای دیگر لقمهٔ آماده برای پپ بود. همین امر باعث ماندن سایهٔ یوپ بر سر پپ شد.
در فصل بعد یعنی ۲۰۱۴_۲۰۱۵، بایرن عملکرد بسیار ضعیفی نسبت به فصل قبل و فصل قبل تر داشت. قهرمانی بوندسلیگا تنها دست‌آورد پپ در این سال بود. آن‌ها در جام حذفی آلمان در مرحلهٔ نیمه نهایی مغلوب بورسیا دورتموند شدند، در نیمه نهایی لیگ قهرمانان اروپا مقابل بارسلونا شکست خوردند و در سوپر جام فوتبال آلمان در مقابل وولفسبورگ متحمل شکست شدند تا کار پپ در این تیم سخت شود. ناکامی پپ و تنها به‌دست آوردن یک جام باعث زمزمه‌های رفتن او شد.
مصدومان فراوان از جمله آرین روبن و فرانک ریبری، در انتهای فصل کار را برای بایرن مونیخ دشوار کرد تا جایی که در لیگ قهرمانان اروپا موفقیتی کسب نکردند.
اما فصل ۲۰۱۵_۲۰۱۶ برای بایرن مونیخ رؤیایی آغاز شد. پیروزی‌های پرگل و پیاپی این تیم ندای یک فصل خوب را می‌داد که در اواخر فصل این‌گونه نشد. در اواخر فصل گفته شد که پپ در فصل بعد از تیم جدا شده و به سیتی می‌پیوندد. به همین دلیل آنچلوتی با بایرن مونیخ به توافق رسید که تا فصل آینده آنچلوتی با سابقه و پر افتخار هدایت بایرن را بر عهده بگیرد.
وجود این اتفاقات نظم را در این باشگاه از بین برد ولی پپ قول داد که در شرایطی این باشگاه را ترک می‌کند نتایج خوبی گرفته‌باشد، اما شرایط این‌گونه پیش نرفت. اتلتیکو مادرید در نیمه نهایی لیگ قهرمانان اروپا بایرن را شکست داد تا پپ گواردیولا با سه حذف از سه فصل حضور در لیگ قهرمانان، این باشگاه را ترک کند. سه فصل ۲۰۱۳_۲۰۱۴، ۲۰۱۴_۲۰۱۵ و ۲۰۱۵_۲۰۱۶ و حذف در مقابل سه تیم اسپانیایی رئال مادرید، بارسلونا و اتلتیکو مادرید، هر سه در مرحلهٔ نیمه نهایی لیگ قهرمانان اروپا قهرمانی او در بوندسلیگا آمار او در این لیگ را خوب توصیف کرد. سه قهرمانی در این سه فصل عملکرد او در بوندسلیگا بود که به گفتهٔ منتقدان، این کار را هر شخص دیگری هم می‌توانست انجام دهد؛ و سکانس آخر پپ در بایرن قهرمانی این تیم در جام حذفی آلمان بود. دو قهرمانی در سه فصل حضور عملکرد قابل قبولی برای گواردیولا بوده. در طرف دیگر قضیه سه باخت درسوپر جام فوتبال آلمان و به‌دست نیاوردن حتی یک جام در این رقابت‌ها به کارنامهٔ پپ لطمه زد.
به این ترتیب گواردیولا بایرن را با سه قهرمانی بوندسلیگا، دو قهرمانی جام حذفی فوتبال آلمان، یک قهرمانی سوپرکاپ اروپا، و یک قهرمانی جام باشگاه‌های جهان به مقصد منچستر سیتی ترک کرد.

### منچستر سیتی
او در فصل ۲۰۱۶_۲۰۱۷ موفق به کسب هیچ جامی در منچستر سیتی نشد.
پپ گواردیولا موفق شد در فصل ۲۰۱۷–۲۰۱۸ تیم منچستر سیتی را به قهرمانی لیگ جزیره برساند و رکورد امتیازگیری یک فصل را در تاریخ لیگ جزیره بشکند. در فصل ۱۹–۲۰۱۸ او مجدداً با تیم منچستر سیتی توانست با کسب ۹۸ امتیاز و با اختلاف یک امتیاز با تیم دوم یعنی باشگاه فوتبال لیورپول فاتح لیگ جزیره شود. گواردیولا با سیتی فصل ۲۰—۲۰۱۹ را به لیورپول واگذار کرد تا برای نخستین بار جام لیگ برتر (ورژن جدید) از منچستر به آنفیلد برود. اما در فصل ۲۱—۲۰۲۰ گواردیولا بار دیگر نشان داد سیتی بی جهت به او اعتماد نکرده. وی توانست جام را از لیورپول پس گرفته دوباره به بام لیگ برتر برسد این در حالی بود که سیتی را تا یک قدمی لیگ قهرمانان پیش برد ولی قافیه را به چلسی واگذار کرد. گواردیولا فقط به ۳ قهرمانی لیگ برتر بسنده نکرده او از سال۲۰۱۷ تا ۲۰۲۱ یک جام حذفی، چهار جام اتحادیه و دو جام خیریه را نیز برای سیتی به ارمغان آورده‌است، او در فصل ۲۳–۲۰۲۲ منچستر سیتی را برای نخستین بار به قهرمانی لیگ قهرمانان اروپا رساند و اولین سه گانه و سپس با قهرمانی سوپرلیگ اروپا و جام باشگاههای جهان یک پنجگانه را با منچسترسیتی تکمیل کرد .

## دست‌آوردها و افتخارات

### بازیکن

#### بارسلونا
- لالیگا(۶): ۱۹۹۱–۱۹۹۰، ۹۲–۱۹۹۱، ۹۳–۱۹۹۲، ۹۴–۱۹۹۳، ۹۸–۱۹۹۷، ۹۹–۱۹۹۸
- جام حذفی فوتبال اسپانیا(۱): ۹۷–۱۹۹۶
- سوپرجام فوتبال اسپانیا(۴): ۱۹۹۱، ۱۹۹۲، ۱۹۹۴، ۱۹۹۶
- جام باشگاه‌های اروپا(۱): ۹۲–۱۹۹۱
- جام برندگان جام اروپا(۱): ۹۷–۱۹۹۶
- سوپرکاپ اروپا(۱): ۱۹۹۲

#### اسپانیا
- مدال طلای المپیک: ۱۹۹۲

#### انفرادی
- جایزه براوو: ۱۹۹۲
- بهترین بازیکن اسپانیا در المپیک: ۱۹۹۲
- عضو تیم منتخب جام ملت‌های اروپا: ۲۰۰۰

### مربی

#### بارسلونا بی
- ترسرا دیویسیون: ۰۸–۲۰۰۷

#### بارسلونا[۹]
- لالیگا(۳): ۰۹–۲۰۰۸، ۱۰–۲۰۰۹، ۱۱–۲۰۱۰
- جام حذفی فوتبال اسپانیا(۲): ۲۰۰۹، ۲۰۱۲
- سوپرجام فوتبال اسپانیا(۳): ۲۰۰۹، ۲۰۱۰، ۲۰۱۱
- لیگ قهرمانان اروپا(۲): ۰۹–۲۰۰۸، ۱۱–۲۰۱۰
- سوپر جام اروپا (۲): ۲۰۰۹، ۲۰۱۱
- جام باشگاه‌های جهان(۲): ۲۰۰۹، ۲۰۱۱

#### بایرن مونیخ
- بوندس‌لیگا(۳): ۱۴–۲۰۱۳، ۱۵–۲۰۱۴، ۱۶–۲۰۱۵
- جام حذفی فوتبال آلمان (۲): ۱۴–۲۰۱۳، ۱۶–۲۰۱۵
- سوپرجام اروپا(۱): ۲۰۱۳
- جام باشگاه‌های جهان(۱): ۲۰۱۳

#### منچستر سیتی
- لیگ برتر فوتبال انگلیس(۶): ۱۸–۲۰۱۷، ۱۹–۲۰۱۸، ۲۱–۲۰۲۰، ۲۲–۲۰۲۱، ۲۳–۲۰۲۲، ۲۴–۲۰۲۳
- جام حذفی فوتبال انگلستان(۲): ۱۹–۲۰۱۸، ۲۳–۲۰۲۲
- جام اتحادیه فوتبال انگلیس(۴): ۱۸–۲۰۱۷، ۱۹–۲۰۱۸، ۲۰–۲۰۱۹، ۲۱–۲۰۲۰
- سوپر جام فوتبال انگلستان(۳): ۲۰۱۸، ۲۰۱۹، ۲۰۲۴
- لیگ قهرمانان اروپا(۱): ۲۳–۲۰۲۲
  - نایب‌قهرمان ۲۱–۲۰۲۰
- سوپرجام اروپا(۱): ۲۰۲۳
- جام باشگاه‌های جهان(۱): ۲۰۲۳

#### انفرادی
- برترین مربی لالیگا (۲) ۰۹–۲۰۰۸، ۱۰–۲۰۰۹
- مربی برگزیده سال اسپانیا (۲): ۲۰۰۹، ۲۰۱۰
- مربی برگزیده سال لالیگا (۴): ۲۰۰۹، ۲۰۱۰، ۲۰۱۱، ۲۰۱۲
- بهترین مربی سال فوتبال جهان از سوی فیفا: ۲۰۱۱، ۲۰۲۳
- بهترین مربی باشگاهی جهان به انتخاب فدراسیون بین‌المللی تاریخ و آمار فوتبال (۲): ۲۰۰۹، ۲۰۱۱
- پنجمین مربی برتر تاریخ فوتبال به انتخاب ورلد ساکر و فرانس فوتبال: ۲۰۱۳، ۲۰۱۹
- مربی برگزیده فصل اروپا: ۰۹–۲۰۰۸
- مربی سال جهان به انتخاب مجله ورلد ساکر (۲): ۲۰۰۹، ۲۰۱۱
- مربی سال جهان به انتخاب گلوب ساکر: ۲۰۱۳
- جایزه اونز طلایی بهترین مربی سال اروپا (۳): ۲۰۰۹، ۲۰۱۰، ۲۰۱۱
- برترین مربی لیگ جزیره (۲): ۱۸–۲۰۱۷، ۱۹–۲۰۱۸
- مربی برگزیدهٔ پنج ماه از فصل ۱۸–۲۰۱۷ لیگ جزیره
- مربی سال فوتبال انگلستان: ۲۰۱۸

#### رکوردها
- سه قهرمانی متوالی در لالیگا با بارسلونا: ۲۰۰۸ تا ۲۰۱۱
- شش‌گانه با بارسلونا (قهرمانی در لالیگا، کوپا دل ری، لیگ قهرمانان اروپا، سوپرجام اسپانیا، سوپرجام اروپا و جام باشگاه‌های جهان): ۲۰۰۹
- سه قهرمانی متوالی در بوندس‌لیگا با بایرن مونیخ:۲۰۱۳ تا ۲۰۱۶
- سه‌گانه داخلی آلمان با بایرن مونیخ (قهرمانی بوندسلیگا، جام حذفی و سوپر جام آلمان): ۱۴–۲۰۱۳
- سه‌گانه با منچستر سیتی (قهرمانی لیگ جزیره، جام حذفی انگلیس و لیگ قهرمانان اروپا): ۲۳–۲۰۲۲
- پنجگانه با بارسلونا ۲۰۱۰-۲۰۱۱
- پنجگانه با منچسترسیتی ۲۰۲۲-۲۰۲۳ (تنها تیم انگلیسی تاریخ فوتبال با بیش از سه جام معتبر در سال)
- دوگانه داخلی با منچستر سیتی (قهرمانی لیگ جزیره و جام اتحادیه انگلیس): ۱۸–۲۰۱۷
- سه‌گانه داخلی انگلستان با منچستر سیتی (قهرمانی لیگ جزیره، جام اتحادیه و جام حذفی انگلیس) (به‌عنوان تنها تیم انگلیسی در تاریخِ جزیره که توانسته‌است، سه‌گانه داخلی را کسب کند): ۱۹–۲۰۱۸
- ۱۶ برد متوالی با بارسلونا: ۱۱–۲۰۱۰
- ۱۸ برد متوالی با منچستر سیتی: ۱۸–۲۰۱۷
- بیشترین برد خارج از خانه در تاریخ لیگ جزیره با منچستر سیتی: ۱۸–۲۰۱۷
- بیش‌ترین امتیاز فصل در تاریخ لیگ جزیره با منچستر سیتی (۱۰۰ امتیاز): ۱۸–۲۰۱۷
- بیشترین تفاضل امتیاز تیم قهرمان در تاریخ لیگ جزیره (۱۹ تفاضل با تیم دوم): ۱۸–۲۰۱۷
- چهار قهرمانی متوالی در جام اتحادیه انگلستان با منچسترسیتی:[۱۹] ۱۸–۲۰۱۷، ۱۹–۲۰۱۸، ۲۰–۲۰۱۹، ۲۱–۲۰۲۰

## آمار مربیگری
تا تاریخ ۳۰ آوریل ۲۰۲۵
| تیم         | کشور     | از           | تا           | رکورد | رکورد | رکورد | رکورد | رکورد   |
| تیم         | کشور     | از           | تا           | G     | W     | D     | L     | پیروز % |
| ----------- | -------- | ------------ | ------------ | ----- | ----- | ----- | ----- | ------- |
| بارسلونا بی | اسپانیا  | ۲۱ ژوئن ۲۰۰۷ | ۳۰ ژوئن ۲۰۰۸ | ۴۲    | ۲۸    | ۹     | ۵     | ۰۶۷     |
| بارسلونا    | اسپانیا  | ۱ ژوئیه ۲۰۰۸ | ۳۰ ژوئن ۲۰۱۲ | ۲۴۷   | ۱۷۹   | ۴۷    | ۲۱    | ۰۷۲     |
| بایرن مونیخ | آلمان    | ۲۶ ژوئن ۲۰۱۳ | ۳۰ ژوئن ۲۰۱۶ | ۱۶۱   | ۱۲۱   | ۲۱    | ۱۹    | ۰۷۵     |
| منچستر سیتی | انگلستان | ۱ ژوئیه ۲۰۱۶ | تاکنون       | ۵۲۹   | ۳۷۳   | ۷۷    | ۷۹    | ۰۷۱     |
| مجموع       | مجموع    | مجموع        | مجموع        | ۹۷۹   | ۷۰۱   | ۱۵۴   | ۱۲۴   | ۰۷۲     |

## آمار ملی

### بازی‌های ملی
| اسپانیا | اسپانیا | اسپانیا |
| سال     | بازی    | گل      |
| ------- | ------- | ------- |
| ۱۹۹۲    | ۲       | ۱       |
| ۱۹۹۳    | ۵       | ۰       |
| ۱۹۹۴    | ۷       | ۱       |
| ۱۹۹۶    | ۵       | ۱       |
| ۱۹۹۷    | ۴       | ۱       |
| ۱۹۹۹    | ۹       | ۰       |
| ۲۰۰۰    | ۸       | ۱       |
| ۲۰۰۱    | ۷       | ۰       |
| مجموع   | ۴۷      | ۵       |

### گل‌های ملی
| شماره | تاریخ          | میزبان   | بازی ملی | حریف     | نتیجه | رقابت                  |
| ----- | -------------- | -------- | -------- | -------- | ----- | ---------------------- |
| ۱     | ۱۶ دسامبر ۱۹۹۲ | سویا     | ۲        | لتونی    | ۵–۰   | مقدماتی جام جهانی ۱۹۹۴ |
| ۲     | ۲۷ ژوئن ۱۹۹۴   | شیکاگو   | ۱۳       | بولیوی   | ۳–۱   | جام جهانی فوتبال ۱۹۹۴  |
| ۳     | ۱۴ دسامبر ۱۹۹۶ | والنسیا  | ۱۸       | یوگسلاوی | ۲–۰   | مقدماتی جام جهانی ۱۹۹۸ |
| ۴     | ۱۲ فوریه ۱۹۹۷  | الیکانته | ۲۰       | مالت     | ۴–۰   | مقدماتی جام جهانی ۱۹۹۸ |
| ۵     | ۳ ژوئن ۲۰۰۰    | یوتبری   | ۳۵       | سوئد     | ۱–۱   | دوستانه                |